# Gurgîn Bakircioglu
Gurgîn Bakircioglu, född 24 juli 1984 i Gottsunda, Uppsala, är en svensk programledare och journalist.

## Biografi
Bakircioglu har kurdisk-armeniska rötter. Han är uppvuxen i Lövstalöt på landsbygden och gick högstadiet i Björklinge.[källa behövs] Han har en magisterexamen i journalistik med inriktning på historia.
Gurgîn Bakircioglu har arbetat som TV-programledare i Barnkanalen och programledare för Sveriges Televisions nyhets- och samhällsmorgonprogram ”Gomorron Sverige”. Han har även arbetat som radiopratare på Sveriges Radio, bland annat på P5 STHLM och i SR Metropol 93,8 där han sände morgonprogrammet med bland andra Ison Glasgow och Dejan Cokorilo. Tidigare har Bakircioglu skrivit krönikor för bland annat Metro, Världen Idag och Syre.
2023 publicerades SVT-dokumentären Aldrig mer kebab (regisserad av Hogir Hirori) som skildrar Bakircioglus omställningsresa för klimatet där han sålde allt, sa upp sig från sitt arbete och köpte en husbil. Men hans föräldrar ifrågasätter hans nya veganska minimalistiska livsstil eftersom han tidigare drev en kebabrestaurang.

### Podcast
Bakircioglu är grundare av fyra poddradioprogram. "Hundpodden Vår bästa vän" som även sänts i Sveriges Radio P4 och P1 en gång i veckan, "Veganism är bror", "Minimalism On Wheels" och "Livet med Gurgîn och Ali Boulala".
Han gjorde även "Hej, hej Gurgin!" (2019) för Utbildningsradion, en podcast på lätt svenska där han svarade på frågor om kärlek, relationer och framtiden.

## TV

### Programledare
- 2012 – Gatsmart (Utbildningsradion)
- 2013 – Retorikmatchen (Utbildningsradion)
- 2014 – Badsmart (Utbildningsradion)
- 2015 – Gomorron Sverige (numera Morgonstudion, Sveriges Television)
- 2018 – Svenska folkfester: Hammarkullekarnevalen (Sveriges Television)
- 2018 – Bästa Babblet (Utbildningsradion)
- 2021 – Sårbara platser (Utbildningsradion)

### Medverkande
- 2023 – Aldrig mer kebab (Sveriges Television)

## Radio
- Metropol Morgon (Sveriges Radio) med Dejan Cokorilo, Ison Glasgow och Syster Sol.
- Talkshow med Mia och Gurgin i P4 Stockholm

### Bokmedverkan
- Gör skillnad!: från klimatångest till handlingskraft av Emma Sundh, Maria Soxbo, Johanna Nilsson
- Kämpa smart & dröm stort : mina 9 tips som tar dig dit du vill av Negin Azimi och Leone Milton.